# Otto Virtanen
Otto Virtanen, né le 21 juin 2001 à Hyvinkää, est un joueur de tennis finlandais, professionnel depuis 2018.

## Carrière
Otto Virtanen remporte son premier titre sur le circuit Challenger en novembre 2022 au tournoi de Bergame. 
En 2023, il se qualifie pour son premier tournoi du Grand Chelem à l'US Open.
Il fait partie de l'équipe de Finlande de Coupe Davis depuis 2020. En 2023, lors de la phase de groupes, il bat en simple le Néerlandais Botic van de Zandschulp, le Croate Dino Prižmić et l'Américain Mackenzie McDonald (39e mondial) pour permettre à son équipe de se qualifier pour la phase à élimination directe pour la première fois de son histoire.

## Parcours dans les tournois duGrand Chelem

### En simple
| Année | Open d'Australie | Open d'Australie | Internationaux de France | Internationaux de France | Wimbledon      | Wimbledon  | US Open         | US Open          |
| ----- | ---------------- | ---------------- | ------------------------ | ------------------------ | -------------- | ---------- | --------------- | ---------------- |
| 2023  | —                | —                | —                        | —                        | —              | —          | 1er tour (1/64) | T. M. Etcheverry |
| 2024  | —                | —                | 1er tour (1/64)          | Filip Misolic            | 2e tour (1/32) | Tommy Paul | 2e tour (1/32)  | Alex de Minaur   |
| 2025  | 1er tour (1/64)  | Arthur Fils      | Q2                       | Lloyd Harris             |                |            |                 |                  |

N.B. : à droite du résultat se trouve le nom de l'ultime adversaire.

## Parcours dans lesMasters 1000
| Année | Indian Wells | Miami | Monte-Carlo | Madrid | Rome               | Canada | Cincinnati | Shanghai | Paris |
| ----- | ------------ | ----- | ----------- | ------ | ------------------ | ------ | ---------- | -------- | ----- |
| 2025  | —            | —     | —           | —      | 2e tour L. Musetti |        |            |          |       |

N.B. : sous le résultat se trouve le nom de l’ultime adversaire.

## Classements ATP en fin de saison
| Année          | 2017 | 2018 | 2019 | 2020 | 2021 | 2022 | 2023 | 2024 |
| Rang en simple | 1701 | 840  | 996  | 608  | 388  | 176  | 170  | 94   |
| Rang en double | –    | 643  | 1727 | 1424 | 582  | 301  | 393  | –    |

Source : (en) Classements de Otto Virtanen sur le site officiel de la Fédération internationale de tennis